# Абдухалимов, Бахрам Абдурахимович
Бахра́м Абдурахи́мович Абдухали́мов (узб. Bahrom Abdurahimovich Abduhalimov; род. 27 февраля 1959, Ташкент, Узбекская ССР) — узбекистанский политический и научный деятель. Учёный-филолог и востоковед-арабист, историк, доктор исторических наук, профессор, специалист по арабским странам и истории Центральной Азии. С 2017 года вице-президент Академии наук Республики Узбекистан, параллельно с октября 2020 года лидер Социал-демократической партии «Адолат». Кандидат в президенты Узбекистана от СДП «Адолат» в очередных президентских выборах 2021 года. Директор Института востоковедения имени Абу Райхана Беруни.

## Биография
Родился в 1959 году в городе Ташкенте. По национальности — узбек. В 1981 году окончил восточный факультет Ташкентского государственного университета со специальностью «филолог-востоковед». Позднее стал доктором исторических наук, профессором.
Вступил в КПСС. В 1981—1983 годах работал переводчиком арабского языка в посольстве СССР в Триполи (Ливийская Джамахирия). В 1983—1985 годах — ведущий сотрудник департамента «Научно-технического сотрудничества с зарубежными странами» Министерства сельского хозяйства Узбекской ССР. Часто бывал в командировках в странах Ближнего Востока, Южной Азии, Европы.
С 1985 года вплоть до 2003 года работал младшим научным сотрудником, затем научным сотрудником и учёным-секретарём в Ташкентском государственном институте востоковедения. В последние два года работы в институте востоковедения, был заместителем директора по научной работе. Стал доктором исторических наук, профессором.
В 1994 году успешно защитил кандидатскую диссертацию, а в 2001 году докторскую диссертацию. В 1996 году стал стипендиатом Центра исламских исследований Имама аль-Бухари в Оксфорде (Великобритания), в 1997 году стипендиатом британской стипеднии Чивнинг. В 1997 году прошёл курсы квалификации в ряде стран, включая Великобританию, Египет, Россию, Украину, Южную Корею, США, Германию.
В 2003—2004 годах был проректором в престижном Международном Вестминстерском университете Ташкента. В 2004—2006 годах являлся директором Института востоковедения имени Абу Райхана Беруни Академии наук Республики Узбекистан, а в 2006—2008 годах — государственным советником президента Ислама Каримова по межнациональным отношениям и по делам религий, в 2008—2014 годах снова работал директором Института востоковедения национальной Академии наук.
В 2011—2016 годах был вице-президентом Академии наук Узбекистана по общественным и гуманитарным наукам, а с 2017 года по сей день является вице-президентом Академии наук Узбекистана и почётным директором Института востоковедения национальной академии наук. В качестве вице-президента национальной Академии наук, Бахрам Абдухалимов курирует формирование государственных программ и исследования в области общественно-гуманитарных наук, их мониторинг и экспертизу, а также принимает участие в обеспечении высокого уровня фундаментальных, прикладных проектов и инновационных исследований. Также координирует научную и организационную работу, направленную на внедрение результатов научных исследований, усиление интеграции науки и систем образования, подготовку высококвалифицированных ученых и ускорение международного научного сотрудничества в этом процессе. В качестве члена оргкомитета Академии наук, сотрудничает с министерствами и ведомствами в организации множества международных научных конференций. Одним из его значимых дел последних лет в Академии наук стало строительство и открытие нового здания Института востоковедения, построенное в сотрудничестве с Султанатом Оман при его активном участии в переговорах.
В октябре 2020 года Бахрам Абдухалимов был избран председателем политического совета (то есть лидером партии) левоцентристской Социал-демократической партии «Адолат» (Справедливость), вместо Наримана Умарова, назначенного президентом сенатором в Сенате Олий Мажлиса.
Автор ряда диссертаций, множества статей, монографий, научных трудов и исследований. По результатам исследований Бахрама Абдухалимова были опубликованы около 100 научных статей, брошюр и монографий на узбекском, русском, английском и арабском языках. Был удостоен Кувейтской премии имени Имама Бухари за коллективную научную работу наряду с другими соавторами. Помимо узбекского языка владеет русским, арабским, персидским и английским языками.
Женат. Супруга работает педагогом. Имеет троих детей, а также внуков.

## Награды
- Орден Орден «Меҳнат шуҳрати» («Трудовая Слава»)
- Кувейтская премия имени Имама Бухари
- Стипендиат Центра Центра исламских исследований Имама аль-Бухари в Оксфорде и британской стипеднии Чивнинг